# 1123 Shapleya
1123 Shapleya este un asteroid din centura principală, descoperit pe 21 septembrie 1928, de Grigori Neuimin.